# Kimovsk
Kimovsk è una città della Russia europea centrale (oblast' di Tula). Appartiene amministrativamente al rajon Kimovskij, del quale è il capoluogo.
Sorge nella parte orientale della oblast', 77 chilometri ad est del capoluogo regionale Tula.